# 埃塞基耶尔·拉韦齐
埃塞基耶尔·伊万·拉韦齐（西班牙語：Ezequiel Iván Lavezzi，發音：[eseˈkjel iˈβan laˈβesi]；1985年5月3日—），是一名阿根廷足球运动员，司职前锋。
2007年4月，尚未满22岁的拉韦齐就代表阿根廷国家队出战。同年7月，拉韦齐加盟刚刚升回意甲的那不勒斯，转会费大致600万欧元。
2012年7月，法甲巴黎聖日耳門官方網站宣佈，他們與拉韦齐簽約，合約期到2016年夏天屆滿。
2016年2月，中超升班马河北华夏幸福足球俱乐部官方宣布，他们将与拉韦齐签订为期两年的合约，拉韦齐在合同期间的薪水预计将会达到2350万英镑。

## 种族歧视风波
2017年5月中，英国媒体记者告诉中国球迷，中超公司发布的河北华夏官方照片里，拉维奇做出了歧视亚裔的种族歧视动作——双手往外拉动眼角，在中国球迷之间引起巨大风波，拉维奇和河北华夏俱乐部公开道歉。

## 榮譽
聖羅倫素
- 阿根廷甲組聯賽 冠軍：2007年秋季

拿坡里
- 意大利盃 冠軍：2011-12年

巴黎聖日門
- 法國甲組聯賽 冠軍：2012-13年
- 法國超級盃 冠軍：2013年

阿根廷國家隊
- 夏季奥林匹克運動會足球比賽 金牌：2008年

## 外部連結
- Profile - Ezequiel Ivan Lavezzi （页面存档备份，存于） SSC Napoli
- Profile - Ezequiel Ivan Lavezzi FutbolPunto （西班牙文）
- Profile - Lavezzi Ezequiel （页面存档备份，存于） Futbol360 （西班牙文）